# Tabela de senos de Mādhava
A Tabela de senos de Mādhava é uma tabela contendo o valor dos senos trigonométricos de vários ângulos construída no Século XIV pelo matemático e astrônomo Mādhava de Sangamagrama. A tabela lista os senos trigonométricos dos vinte e quatro ângulos que são múltiplos inteiros de 3,75°, ou seja, 1/24 de um ângulo reto, começando com 3,75 e terminando com 90,00 (ou seja, 3,75°, 7,50°, 11,25°, ... e 90,00°). A tabela usa a Codificação de caracteres do alfassilabário Devanāgarī usando o sistema Katapayadi. Isso dá às entradas na tabela uma aparência do versos de um poema em sânscrito.
O trabalho original de Mādhava de Sangamagrama contendo a tabela senoidal ainda não foi rastreado. A tabela é vista reproduzida no Aryabhatiyabhashya de Nilakantha Somayaji (1444-1544) e também no comentário Yuktidipika/Laghuvivrti de Tantrasamgraha por Sankara Variar (cerca de 1500-1560).

## Comparação dos valores de senos modernos com os de Mādhava
Na tabela abaixo, a primeira coluna contém a lista dos vinte e quatro ângulos que são múltiplos inteiros de 3,75° (começando com 3,75° e terminando com 90,00°). A segunda coluna contém os valores tabulados por Mādhava em Devanagari na forma em que foi dado por Mādhava. (Estes são retirados do "Malayalam Commentary of Karanapaddhati" por PK Koru e são ligeiramente diferentes da tabela dada em "Cultural foundations of mathematics" por CK Raju.) A terceira coluna contém transliterações ISO 15919 das linhas dadas na segunda coluna. Os dígitos codificados pelas linhas na segunda coluna são dados em algarismos arábicos na quarta coluna. Os valores dos senos trigonométricos derivados dos números especificados na tabela de Mādhava estão listados na quinta coluna. Esses valores são calculados usando o valor aproximado 3,1415926535922 para π obtido por Mādhava. Para comparação, os valores exatos dos senos trigonométricos dos ângulos são dados na sexta coluna.
| Ângulo A em graus | Os números de Mādhava para especificar o seno de A                                     | Os números de Mādhava para especificar o seno de A | Os números de Mādhava para especificar o seno de A | Valor do seno de A derivado da tabela de Mādhava | Valores modernos de seno de A |
| ----------------- | -------------------------------------------------------------------------------------- | -------------------------------------------------- | -------------------------------------------------- | ------------------------------------------------ | ----------------------------- |
| Ângulo A em graus | no script Devanāgarī usando o Sistema Katapayadi (como na tabela original de Madhava ) | no esquema de transliteração ISO 15919             | Valores decodificados em minutos, segundos, terços | Valor do seno de A derivado da tabela de Mādhava | Valores modernos de seno de A |
| (1)               | (2)                                                                                    | (3)                                                | (4)                                                | (5)                                              | (6)                           |
| 03.75             | श्रेष्ठं नाम वरिष्ठानां                                                                          | śreṣṭhaṁ nāma variṣṭhānāṁ                          | 224ʹ 50ʹʹ 22ʹʹʹ                                    | 0.06540314                                       | 0.06540313                    |
| 07.50             | हिमाद्रिर्वेदभावनः                                                                             | himādrirvēdabhāvanaḥ                               | 448ʹ 42ʹʹ 58ʹʹʹ                                    | 0.13052623                                       | 0.13052619                    |
| 11.25             | तपनो भानु सूक्तज्ञो                                                                           | tapanō bhānu sūktajñō                              | 670ʹ 40ʹʹ 16ʹʹʹ                                    | 0.19509032                                       | 0.19509032                    |
| 15.00             | मध्यमं विद्धि दोहनं                                                                           | maddhyamaṁ viddhi dōhanaṁ                          | 889ʹ 45ʹʹ 15ʹʹʹ                                    | 0.25881900                                       | 0.25881905                    |
| 18.75             | धिगाज्यो नाशनं कष्टं                                                                           | dhigājyō nāśanaṁ kaṣṭaṁ                            | 1105ʹ 01ʹʹ 39ʹʹʹ                                   | 0.32143947                                       | 0.32143947                    |
| 22.50             | छन्नभोगाशयाम्बिका                                                                             | channabhōgāśayāmbikā                               | 1315ʹ 34ʹʹ 07ʹʹʹ                                   | 0.38268340                                       | 0.38268343                    |
| 26.25             | मृगाहारो नरेशोयं                                                                              | mr̥gāhārō narēśōyaṁ                                 | 1520ʹ 28ʹʹ 35ʹʹʹ                                   | 0.44228865                                       | 0.44228869                    |
| 30.00             | वीरो रणजयोत्सुकः                                                                             | vīrō raṇajayōtsukaḥ                                | 1718ʹ 52ʹʹ 24ʹʹʹ                                   | 0.49999998                                       | 0.50000000                    |
| 33.75             | मूलं विशुद्धं नाळस्य                                                                           | mūlaṁ viśuddhaṁ nāḷasya                            | 1909ʹ 54ʹʹ 35ʹʹʹ                                   | 0.55557022                                       | 0.55557023                    |
| 37.50             | गानेषु विरळा नराः                                                                             | gāneṣu viraḷā narāḥ                                | 2092ʹ 46ʹʹ 03ʹʹʹ                                   | 0.60876139                                       | 0.60876143                    |
| 41.25             | अशुद्धिगुप्ता चोरश्रीः                                                                           | aśuddhiguptā cōraśrīḥ                              | 2266ʹ 39ʹʹ 50ʹʹʹ                                   | 0.65934580                                       | 0.65934582                    |
| 45.00             | शङ्कुकर्णो नगेश्वरः                                                                           | śaṅkukarṇō nageśvaraḥ                              | 2430ʹ 51ʹʹ 15ʹʹʹ                                   | 0.70710681                                       | 0.70710678                    |
| 48.75             | तनुजो गर्भजो मित्रं                                                                           | tanujō garbhajō mitraṃ                             | 2584ʹ 38ʹʹ 06ʹʹʹ                                   | 0.75183985                                       | 0.75183981                    |
| 52.50             | श्रीमानत्र सुखी सखे                                                                           | śrīmānatra sukhī sakhē                             | 2727ʹ 20ʹʹ 52ʹʹʹ                                   | 0.79335331                                       | 0.79335334                    |
| 56.25             | शशी रात्रौ हिमाहारौ                                                                            | śaśī rātrou himāhārou                              | 2858ʹ 22ʹʹ 55ʹʹʹ                                   | 0.83146960                                       | 0.83146961                    |
| 60.00             | वेगज्ञः पथि सिन्धुरः                                                                           | vēgajñaḥ pathi sindhuraḥ                           | 2977ʹ 10ʹʹ 34ʹʹʹ                                   | 0.86602543                                       | 0.86602540                    |
| 63.25             | छाया लयो गजो नीलो                                                                            | chāya layō gajō nīlō                               | 3083ʹ 13ʹʹ 17ʹʹʹ                                   | 0.89687275                                       | 0.89687274                    |
| 67.50             | निर्मलो नास्ति सत्कुले                                                                          | nirmalō nāsti satkulē                              | 3176ʹ 03ʹʹ 50ʹʹʹ                                   | 0.92387954                                       | 0.92387953                    |
| 71.25             | रात्रौ दर्पणमभ्राङ्गं                                                                          | rātrou darpaṇamabhrāṅgaṁ                           | 3255ʹ 18ʹʹ 22ʹʹʹ                                   | 0.94693016                                       | 0.94693013                    |
| 75.00             | नागस्तुङ्ग नखो बली                                                                           | nāgastuṅga nakhō balī                              | 3320ʹ 36ʹʹ 30ʹʹʹ                                   | 0.96592581                                       | 0.96592583                    |
| 78.75             | धीरो युवा कथालोलः                                                                             | dhīrō yuvā kathālōlaḥ                              | 3371ʹ 41ʹʹ 29ʹʹʹ                                   | 0.98078527                                       | 0.98078528                    |
| 82.50             | पूज्यो नारीजनैर्भगः                                                                            | pūjyō nārījanairbhagaḥ                             | 3408ʹ 20ʹʹ 11ʹʹʹ                                   | 0.99144487                                       | 0.99144486                    |
| 86.25             | कन्यागारे नागवल्ली                                                                            | kanyāgārē nāgavallī                                | 3430ʹ 23ʹʹ 11ʹʹʹ                                   | 0.99785895                                       | 0.99785892                    |
| 90.00             | देवो विश्वस्थली भृगुः                                                                           | devō viśvasthalī bhr̥ guḥ                           | 3437ʹ 44ʹʹ 48ʹʹʹ                                   | 0.99999997                                       | 1.00000000                    |

## Método de computação de Mādhava
Nenhum trabalho de Mādhava detalhando os métodos usados por ele para o cálculo da tabela de senos sobreviveu. No entanto, a partir dos escritos de matemáticos posteriores de Kerala, como Nilakantha Somayaji (Tantrasangraha) e Jyeshtadeva (Yuktibhāṣā), que dão amplas referências às realizações de Mādhava, conjectura-se que Mādhava calculou sua tabela de senos usando a expansão em série de potência de seno x .
{\displaystyle \sin x=x-{\frac {x^{3}}{3!}}+{\frac {x^{5}}{5!}}-{\frac {x^{7}}{7!}}+\cdots }